# Actinostola spetsbergensis
Actinostola spetsbergensis is een zeeanemonensoort uit de familie Actinostolidae.
Actinostola spetsbergensis is voor het eerst wetenschappelijk beschreven door Carlgren in 1893.